# Estadio Marcel-Deflandre
El Stade Marcel-Deflandre es el principal estadio de la ciudad de La Rochelle. Está ubicado al oeste de la ciudad y hoy está destinado únicamente al rugby.

## Historia
El Stade Rochelais se disputó en el campo deportivo Trianon, inaugurado el 15 de agosto de 1906. Este campo deportivo que incluía tres canchas de tenis, un campo de fútbol rodeado por una pista de atletismo y un " fútbol rugby », estaba situada al norte de la avenida Carnot en la prolongación de la avenida Coligny.
En 1924, fue necesario abandonar el campo deportivo de Trianon (debido a la ampliación de la Avenue Coligny y a la construcción de una urbanización) para jugar, a partir del 16 de agosto de 1924, en un campo temporal (perpendicular al futuro estadio) disponible más adelante. al oeste, cerca del castillo de Port-Neuf. Para que conste, los vestuarios se instalaron en los palcos de la antigua pocilga del castillo.
La fortaleza del Stade Rochelais fue inaugurada el 19 de septiembre de 1926 y rápidamente pasó a ser conocida como la “ Parque deportivo Port-Neuf », ubicado en el distrito del mismo nombre.
El 23 de marzo de 1947, el estadio recibió su nombre en homenaje a Marcel Deflandre. Este último es el autor de la reunificación de los 3 clubes (el acuerdo Union-Stade y La Rochelle-Étudiants XIII) bajo el nombre de Stade Rochelais . Se convirtió en presidente del club en 1941. Luchador de la resistencia, fue arrestado el 9 de octubre de 1943 y fusilado por la Gestapo el 11 de enero de 1944 en Burdeos.
Después de la guerra y durante muchos años, el estadio fue la principal instalación deportiva de la ciudad de La Rochelle, contaba con una pista de atletismo y acogió diversas competiciones deportivas, rugby por supuesto con los partidos en casa del Stade Rochelais pero también, hasta principios de En la década de 1970, partidos de fútbol y, por tanto, pruebas de atletismo a nivel local y departamental como el estadio Paul-Rébeilleau de Poitiers.
Posteriormente, el municipio decidió construir a finales de los años 1960 un estadio de fútbol en el norte de la ciudad, el actual estadio François Le Parco, para los partidos del ES La Rochelle y un estadio para las competiciones de atletismo cerca del antiguo campo deportivo de Trianon., el actual estadio Armand Bouffenie, aliviando al mismo tiempo la congestión en el estadio Deflandre, sede del Stade Rochelais.
A principios de los años 2000, mientras La Rochelle todavía esperaba acoger las pruebas de vela de los Juegos Olímpicos de Verano de 2008 gracias a la Candidatura de París, importantes obras permitieron la instalación de nueva iluminación, la reparación del césped y, finalmente, la renovación y ampliación. de la Tribuna Atlántico : Se añaden 600 plazas a cada lado de la estructura existente. Tras estas obras, cuyo coste ronda los 3,35 millones de euros, la capacidad del recinto se incrementó hasta 10 500 asientos, de las cuales 6 000 son asientos. El nuevo stand se entregó en 2002.
En abril de 2008, el municipio de La Rochelle oficializó lo que durante mucho tiempo había sido sólo un rumor. : la reconstrucción de la segunda grada del estadio Marcel-Deflandre (grada Port-Neuf). La nueva estructura cuenta con 5152 asientos, incluidos 700 asientos VIP y 26 palcos. El trabajo se extiende desde juin 2009 hasta 15 de agosto de 2010 . La grada es de hormigón armado con revestimiento de madera en la cara norte. Mide 126 metros de largo, 27 metros de profundidad y 14 metros de alto, su marquesina tiene una envergadura de 26 m un peso de 260 toneladas. El coste total del proyecto asciende a 6 430 000 euros impuestos incluidos. Tiene dos bares:
- El bar “Bagnards”, ubicado debajo de la grada del lado este

- La barra “Dockers”, ubicada en el primer nivel de la grada

La nueva instalación incluye placas solares en sus 3000 m2 de cubierta, por 600 000 euros.  También cuenta con un aljibe de 80.000 litros que recoge el agua de lluvia. Permite regar el terreno. 
Al final de la temporada deportiva 2009-2010, y en los albores del regreso de los jugadores del Stade Rochelais a la elite del rugby francés, al Top 14, la llamada "Stand de Albertville » se destruye para dar paso a una nueva tribuna tubular. La tribuna de Albertville dio la bienvenida a los espectadores de los Juegos Olímpicos de Invierno de 1992 en Albertville. El nombre de la ciudad saboyana se le quedó grabado. La nueva tribuna lleva el nombre de un socio del club, la mutua Apivia y pasa de 1000 a 2500 asientos.  Esta grada está financiada íntegramente por el club por un importe de 240 000 euros.
Durante la temporada 2010-2011, temporada en el Top 14, la tasa de ocupación del estadio fue de 97 %. Con una media de 11 973 espectadores por partido y nueve partidos con entradas agotadas (es decir, 155 650 espectadores durante toda la temporada), los Atlantics registraron un récord de asistencia y el segundo índice de ocupación del Top 14 de la temporada (después del club Clermont ). 
Como homenaje a su fervor y a su apoyo popular, el público de La Rochelle fue elegido mejor público del Top 14 en 2011 durante la octava ceremonia de la Noche del Rugby.

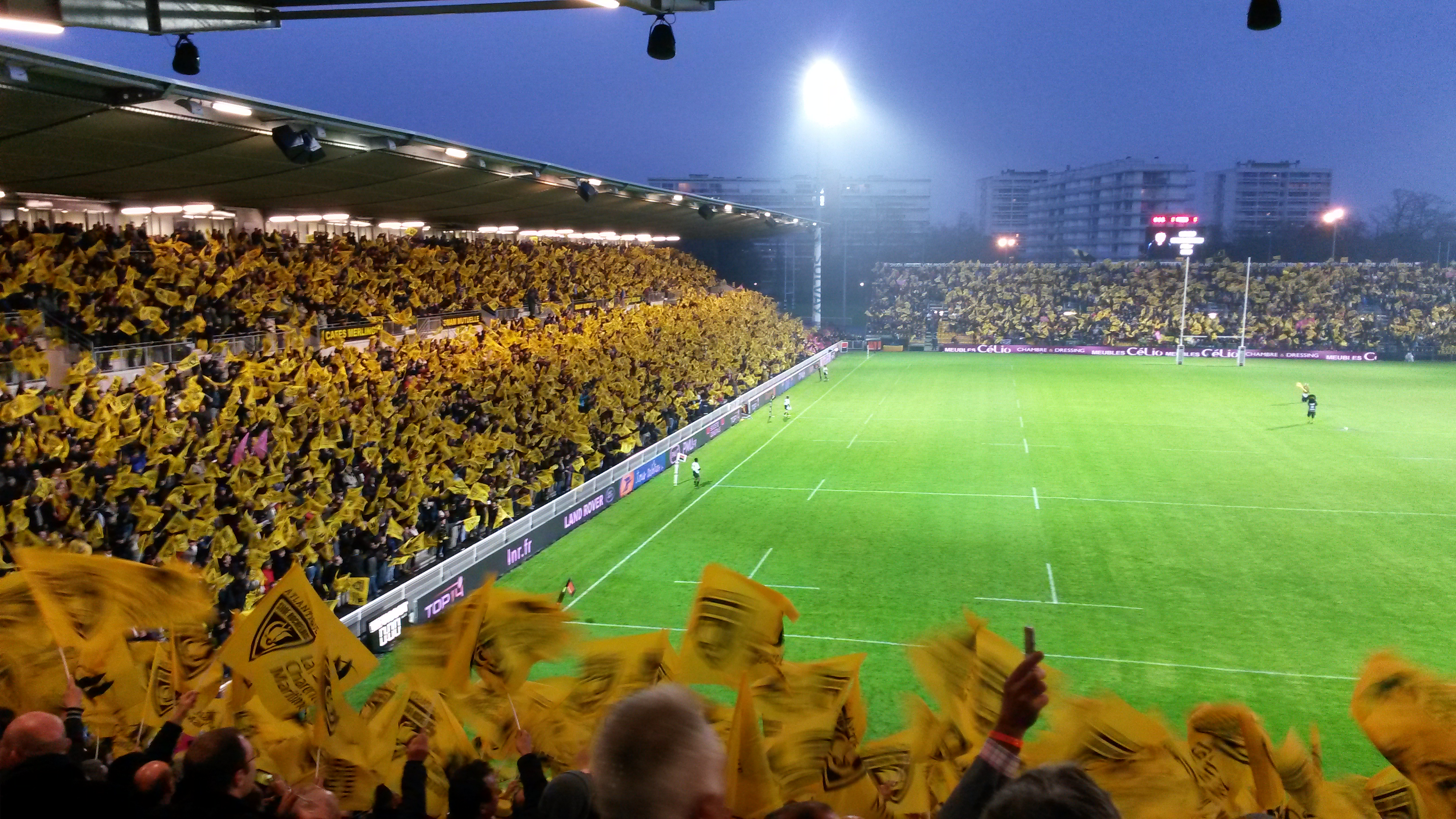
El estadio Marcel-Deflandre durante un partido del Stade Rochelais, en abril de 2015.

Durante la temporada 2011-2012 inauguramos el “ Bodega de la afición », sala de 450 m2 incluyendo una oficina de catering de 50 m2 (debajo de la tribuna en su parte central) y la tienda del estadio de 100 m2 (ubicada debajo de la tribuna en el lado oeste). 
Tras la construcción de un nuevo stand realizada en septiembre de 2017, la grada de Apivia, la capacidad del recinto de La Rochelle se incrementa a 16.000 asientos compuestos de la siguiente manera :
- Tribuna Charente-Maritime (ex Atlántico) - 3049 asientos, 13 loges, un televisor y dos zonas de prensa.

- Tribuna Macif (antes Port-Neuf): 5529 asientos, de los cuales 700 asientos son VIP, 44 asientos reservados para sillas de ruedas y 26 loges.

- Tribuna Apivia (antes SMAM) - 3859 asientos.

- Tribuna G. H. Jackson - 2609 asientos, incluidos 516 asientos VIP.

Es decir, 15 046 asientos y 954 de pie, para un total de 16 000 asientos.
En cuanto a bares y zonas de recepción, el estadio Marcel-Deflandre ofrece a sus aficionados zonas de refrescos y snacks repartidas por todo el estadio. : Bodega Port-neuf, Bodega Atlantique y zonas de recepción : Club XV, Salón Coutanceau, Salón VIP, Logia Apivia y Logia Francofolies.

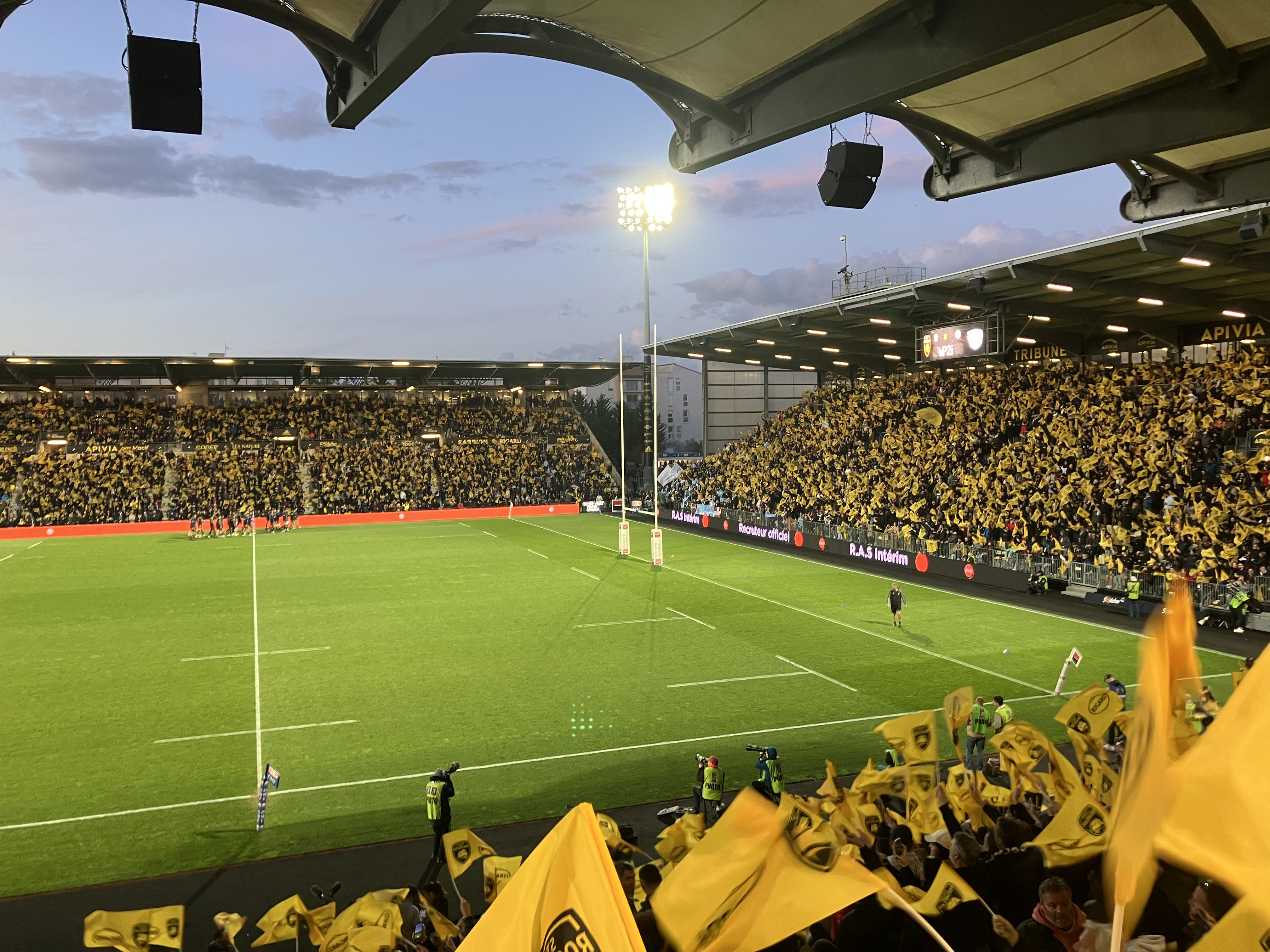
El estadio Marcel-Deflandre durante un partido del Stade Rochelais, en abril de 2023.

Durante la temporada baja de 2019, el estadio Marcel-Deflandre cambió el terreno de juego del recinto deportivo. El antiguo césped ocupó el puesto 24 posición  (sobre todos los clubes Top 14 y Pro D2) según una clasificación LNR de 2016. El nuevo terreno de juego del estadio se denomina híbrido, combinando césped natural y microfibras sintéticas. El campo de entrenamiento al aire libre de Macif Parc (antes Apivia Parc) también se ha convertido en un campo híbrido para mantener las marcas de juego entre los entrenamientos y los partidos.
En la temporada baja de 2023, la Tribune Atlantique (rebautizada como Tribune Charente-Maritime ) se ampliará en 700 plazas adicionales. Realizadas durante el Mundial de 2023, estas obras aumentan la capacidad del estadio hasta 16.689 asientos. Además, esta ampliación prevé la creación de nuevas salas de recepción y nuevos vestidores. 

## Otros eventos
Los partidos previos tienen lugar durante determinados partidos del Stade Rochelais, como el partido amistoso entre Rochefort y Niort, partidos de demostración o reuniones de escuelas de rugby.
La selección francesa de fútbol sub-20 disputó un partido amistoso contra la selección chilena sub-20 como preparación para el partido de clasificación a la Eurocopa 2013 . El partido vio a Francia ganar 4-0. Reunió 6000 espectadores. 
También acogió, el sábado 17 de agosto de 2013, durante la temporada Top 14 2013-2014, el primer partido de la temporada entre Racing Métro 92 y Brive.  
El sábado 11 de febrero de 2017, acogió el partido selección de Francia - Escocia del Torneo de las Seis Naciones Femenino 2017.
El sábado 29 de marzo de 2025, acogerá el partido entre la selección de Francia y Escocia del Torneo de las Seis Naciones Femenino 2025.

## Las gradas

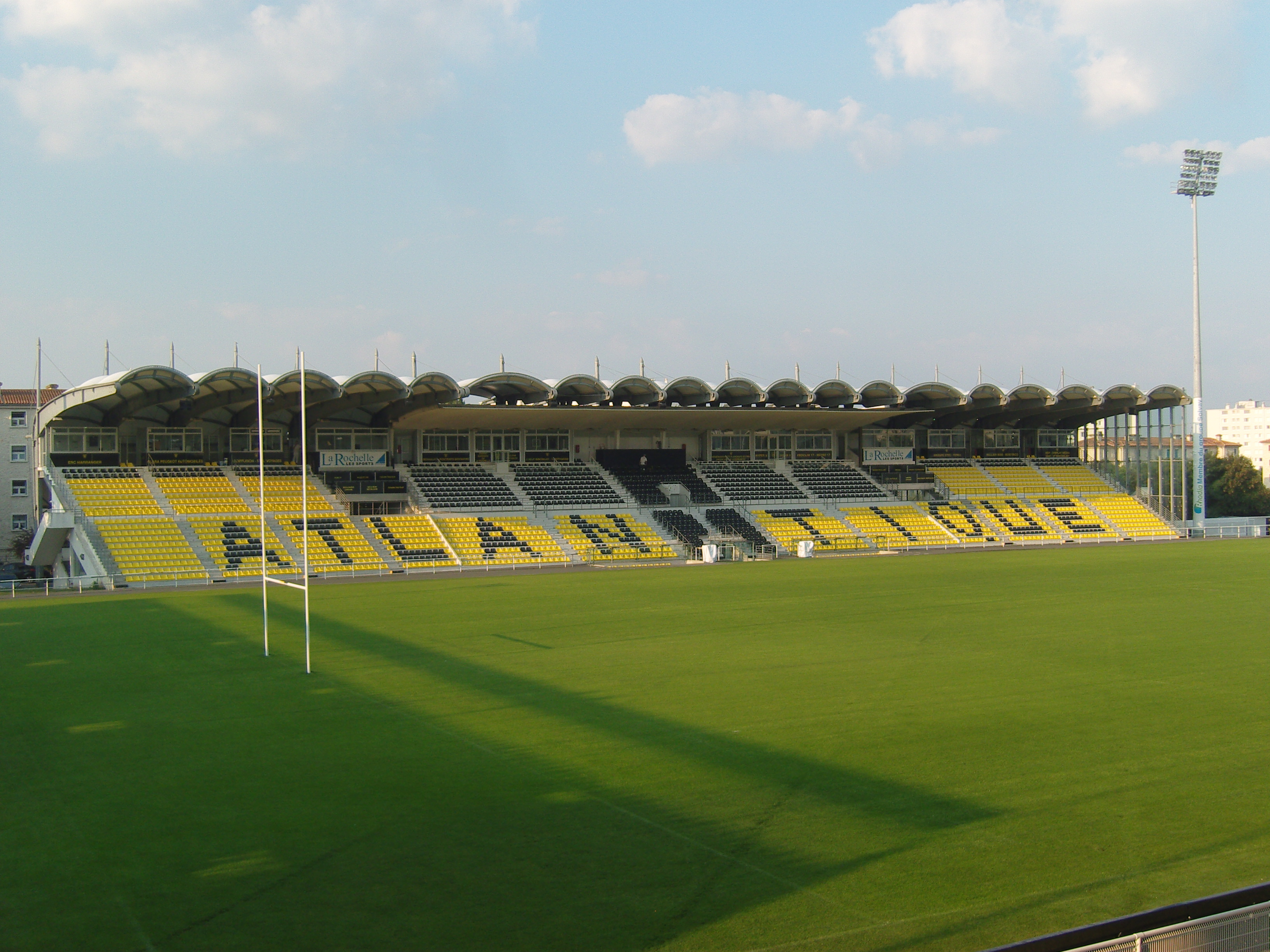
Tribuna del Atlántico en 2013.
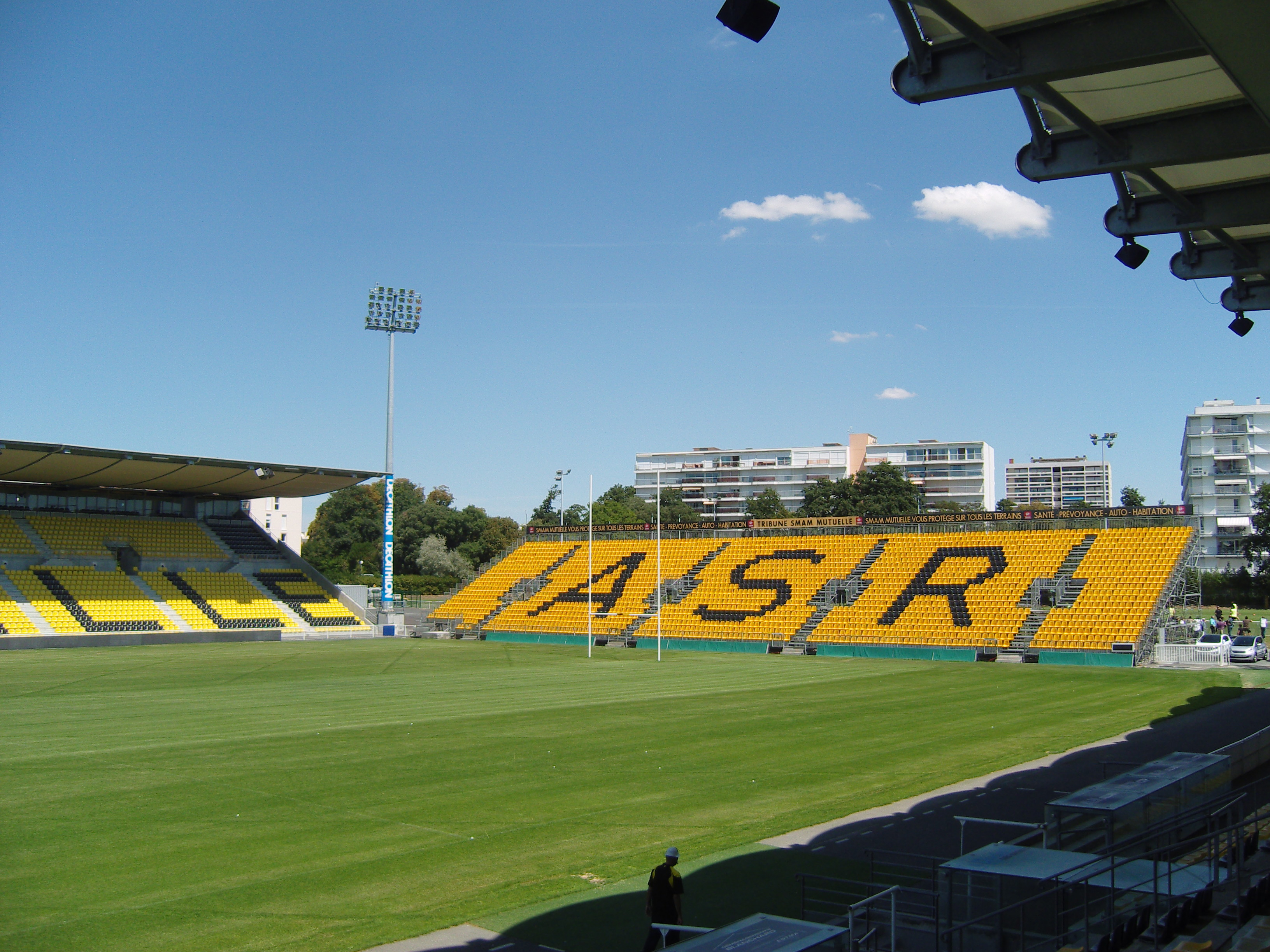
Columna SMAM en 2011.